# Ovide Decroly
Jean-Ovide Decroly (Ronse, 23 luglio 1871 – Uccle, 10 settembre 1932) è stato un pedagogista, neurologo e psicologo belga.

## Biografia
Nasce a Ronse (Renaix in lingua francese) nelle Fiandre orientali (Belgio) il 23 luglio 1871. La figura del padre influenza moltissimo la sua personalità, in quanto mette a disposizione sua e dei fratelli un giardino con piante e animali da osservare e curare. Già da bambino venne educato a svolgere attività di laboratorio e di gioco finalizzato al lavoro.
Nella scuola secondaria entra in aperto contrasto con gli insegnanti perché non tollerava lo studio di alcune materie che si distaccavano dalla realtà e dall'esperienza come ad esempio il latino.
Si laurea in medicina a Bruxelles nel 1898, con specializzazione in neuropsichiatria ottenuta a Parigi. Affascinato dalle difficoltà per lo studio delle malattie mentali, nel 1901 decide di fondare "L'école pour enfants irreguliérs", una scuola d'insegnamento per bambini "irregolari", ovvero bambini con disabilità, in aperta campagna. Nel 1907 fonda la Scuola dell'Ermitage a Ixelles, vicino a Bruxelles, poi trasferita ai margini del bosco della Cambre à Uccle, su un pendio.  
Diviene membro di spicco delle associazioni internazionali per le scuole nuove, e nel 1920 assume la carica di docente di psicologia infantile all'Università di Bruxelles. 
Nel 1902 viene iniziato in Massoneria, nella Loggia «Les Amis Philantrophes n°2» del Grande Oriente del Belgio che poi abbandonerà per entrare nell'Ordine massonico Le Droit Humain, nella Loggia «Vérité» della Federazione belga. 
Nel 1932 muore improvvisamente mentre si trova nel giardino della sua scuola.

## Pensiero pedagogico
Decroly criticava i metodi d'insegnamento delle scuole tradizionali, in quanto non andavano incontro alle capacità ricettive ed elaboratrici dell'alunno, oppure le sviluppava separatamente. Inoltre si opponeva ai dettami della psicoanalisi, contrapponendo ad essi il "principio della globalizzazione", che governa non solo le percezioni ma anche le attività dell'essere umano, e quello di "interesse" o "bisogno".
Nella sua scuola l'aula come luogo d'insegnamento viene sostituito dall'ambiente esterno all'edificio, un nuovo spazio in cui l'alunno può coltivare tutti gli aspetti della propria individualità e facilitare l'adattamento naturale e sociale.
Non fa distinzione tra l'insegnamento dei bambini anormali e dei bambini normali, dichiara che l'educazione è un fenomeno unico e che può differenziare soltanto per quanto riguarda il metodo in rapporto alle esigenze dell'alunno.
Riprende il pensiero pedagogico di Spencer, di Darwin e di Dewey. Egli stesso riteneva che la campagna era l'ambiente naturale del bambino, perché egli deve ripercorrere lo stesso processo evolutivo della specie umana.
La scuola insegna a vivere mediante la vita stessa. I bambini devono adeguare i loro bisogni individuali alle loro esigenze naturali e sociali, per mezzo di un insegnamento unitario delle materie.
Decroly elencava quelli che sono i bisogni fondamentali che il fanciullo deve riconoscere e soddisfare:
- nutrirsi
- lottare contro le intemperie
- difendersi dai nemici e dai pericoli
- lavorare con gli altri, riposarsi e ricrearsi

### Il metodo
Dopo aver fatto riconoscere al bambino i propri bisogni fondamentali, Decroly stabiliva un'idea-perno principale collegata ad uno di tali bisogni, e lo faceva diventare un centro d'interesse attorno al quale si sviluppava l'attività scolastica.
Secondo quanto descritto all'interno del libro "La funzione di globalizzazione e l'insegnamento", Decroly afferma: 
(Ovide Decroly, La funzione di globalizzazione e l'insegnamento)
Il programma scolastico doveva convergere al centro d'interesse e faceva perno attorno a quattro principi principali:
- unità: programma deve tendere all'unità, tutti gli argomenti trattati devono essere collegati tra loro.
- individualizzazione dell'apprendimento: ogni allievo deve essere messo in grado di raggiungere il massimo profitto dall'educazione.
- adattamento all'ambiente: deve dare al bambino la possibilità di raggiungere le conoscenze che gli consentano di inserirsi nell'ambiente sociale in cui sarà destinato a vivere.
- integrità dello sviluppo: deve coltivare e rafforzare tutti gli aspetti dell'individualità infantile.

La creazione di un centro d'interesse faceva in modo che tutte le attività fossero finalizzate all'acquisizione di una nozione.

### Applicazione del metodo
L'unità della proposta didattica è quindi garantita da un programma di idee associate attraverso il riferimento al centro d'interesse.
L'insegnamento è composto da tre punti principali:
- osservazione: attività didattica basata su lezioni interne ed esterne alla scuola, in cui gli alunni apprendono i concetti scientifici tramite i sensi e l'osservazione diretta.
- associazione: lezioni in cui i bambini associano nello spazio e nel tempo ciò che hanno osservato nella fase precedente. Attivando in questo modo conoscenze geografiche e storiche.
- espressione: in questa fase il bambino è in grado di esprimere quanto acquisito attraverso attività concrete come lavori manuali, disegno e giochi, e attività astratte come la lettura, la lingua, il canto e il teatro.

Decroly dava molta importanza alla rappresentazione teatrale, all'igiene, alla morale e al calcolo.

### Globalizzazione dell'insegnamento
Oltre ai centri d'interesse Decroly si occupa della teoria della globalizzazione, secondo la quale il bambino ha una capacità specifica che coglie l'insieme delle cose e dei fenomeni. Partendo da questo assunto la globalizzazione viene intesa come una nuova pratica di apprendimento che prevede il trasferimento dal tutto alle parti e una differenziazione delle conoscenze. L'apprendimento parte dal concreto e dalla globalità delle cose, in quanto questa percezione del globale nel bambino è innata e spontanea. Il metodo globale di conseguenza presenta da prima il tutto e successivamente guida all'analisi del particolare.
Per esempio l'insegnamento della lettura prevede prima la presentazione dell'intera parola e successivamente delle sillabe e delle lettere. In questo modo il bambino apprende anche la scrittura senza alcuna difficoltà.
Questo metodo è ancora oggi adottato in molte scuole, anche in Italia.

## Opere fondamentali
- Una scuola per la vita attraverso la vita, 1921.
- Abbozzo di un programma applicato in una Scuola sperimentale, 1921 (italiano - tedesco) (ristampato: Annika Blichmann (ed.): Die Methode Decroly als Beitrag zur internationalen Reformpädagogik. Jena: IKS Garamond 2011. ISBN 978-3-941854-49-9).
- Verso una scuola rinnovata.
- La funzione di globalizzazione e l'insegnamento, 1929.
- Lo sviluppo del linguaggio parlato presso il fanciullo, 1932.